# Tadeusz Wojtas (duchowny)
Tadeusz Wojtas (ur. 14 października 1903 w Szalowej, zm. 13 marca 1981 w Brighton) – polski duchowny rzymskokatolicki.

## Życiorys
Urodził się 14 października 1903 w Szalowej. Był synem Piotra i Leopoldy z domu Dąbrowskiej. Przez cztery lata kształcił się w Gimnazjum Marcina Kromera w Gorlicach, następnie w zakonie oo. jezuitów we Lwowie, gdzie zdał egzamin dojrzałości. 
Odbywał studia teologii na Wydziale Teologicznym Uniwersytetu Jana Kazimierza we Lwowie oraz filozofii na Wydziale Teologicznym Uniwersytetu Jagiellońskiego. W 1920 we Lwowie otrzymał sakrament święceń kapłańskich. Był wykładowcą w seminarium franciszkańskim, następnie katechetą. Przed 1939 był kapłanem archidiecezji lwowskiej. Pełnił funkcję administratora parafii Horożanka.
Po wybuchu II wojny światowej zaangażował się w działalność konspiracyjną. W trakcie okupacji sowieckiej został wysłany przez kierownictwo armii podziemnej z meldunkami ze Stanisławowa do Lwowa. Podawał się wówczas za urzędnika kolejowego i poruszał się w cywilnym ubraniu. W tym czasie został aresztowany przez NKWD wiosną 1940. Został osadzony w więzieniu na Zamarstynowie we Lwowie, później był przetrzymywany w Kijowie i Charkowie przez 14 miesięcy. Później został deportowany na wschód ZSRR, trafił do kołchozu w łagrach na ziemi uzbeckiej. Po amnestii odzyskał wolność i zgłosił się do Polskich Sił Zbrojnych w ZSRR, zostając kapelanem. Później odbył szlak wojenny przez Bliski Wschód i Włochy będąc kapelanem w 2 Korpusie Polskim.
Po wojnie pozostał na emigracji w Wielkiej Brytanii. Był założycielem i wieloletnim proboszczem parafii Pięciu Braci Męczenników w Brighton. Ponadto pełnił funkcję duszpasterza na hrabstwo Sussex. Był rektorem Instytutu Marianum w Anglii, wydawcą pisma „Marianum w Służbie”. Otrzymał tytuły kanonika i dziekana. 16 listopada 1980 w Brighton uroczyście obchodził 50-lecie kapłaństwa.
Zmarł 13 marca 1981 w Brighton. Pochowany w tym mieście.

## Odznaczenie
- Krzyż Komandorski Orderu Odrodzenia Polski (11 listopada 1966, za zasługi położone dla Rzeczypospolitej Polskiej w pracy duszpasterskiej, narodowej i społecznej)[5]